# Predator (Band)
Predator ist eine deutsche Power-Metal-Band aus Osnabrück. Die seit 1996 bestehende Band hat Auftritte in ganz Deutschland.
Bevor die Band aus Osnabrück in der jetzigen Besetzung zusammenkam, waren sie unter dem Namen Stormblade aktiv. Zahlreiche Eigenveröffentlichungen und Konzerte verhalfen der Band schnell zu einer großen Anhängerschaft, bevor im Jahr 2003 der Vertrag mit Remedy Records aus Hamburg zustande kam. In erneuerter Besetzung und unter dem neuen Namen „Predator“ ging die Band an ihre Songs und ließ daraus ihr offizielles Debütalbum entstehen. Seit Mai 2004 ist es in ganz Europa viele hundert Male über die Ladentheken gegangen und bekam in allen großen Magazinen überdurchschnittliche Bewertungen. Auf die Veröffentlichung folgten im letzten Sommer verschiedene Konzerte. Höhepunkt waren bundesweit der Gig im Metal-Bash Festival in Neu Wulmstorf und regional der Auftritt auf der Innenstadtfete in Bad Oeynhausen.

## Geschichte
Im Juni 1996 gründen Niels Löffler (Gitarre) und Max Schmieding (Bass) die Band unter dem Namen Stormblade. Im Februar 1997 stoßen Schlagzeuger Christian Horn, Gitarrist Marko Osterholz und Sänger Meik Short zur Band hinzu. Ein halbes Jahr später beginnt die Aufnahme einer Demo zusammen mit Rebellion-Gitarrist Uwe Lulis. Nach der Aufnahme eines 6-Lieder-Demos werden die ausgeschiedenen Musiker Meik Short und Marko Osterholz durch Ulf Serke als Sänger und Marc Plitzner an der Gitarre ersetzt. Zwischen August und Oktober 1998 entsteht ein neues Demo namens Escape from Nowhere. Im November desselben Jahres verlassen gleich drei Leute die Band: Christian Horn, Marc Plitzner und Ulf Serke. Im nächsten Jahr kehrt der Sänger Marko Osterholz zurück und Gitarrist Stefan Siekmann und Schlagzeuger Tim Schlattmann vervollständigen das Line-Up wieder.
Schließlich entsteht im Oktober 2000 ihre erste EP Insane. Ein Jahr später wird die Promo-CD Addiction 2001 veröffentlicht. Danach verlässt Stefan Siekmann die Band, ein Jahr später wird ein Vertrag mit Remedy Records aus Hamburg abgeschlossen, was eine Namensänderung in den jetzigen Namen Predator beinhaltet. Schließlich verlässt auch der Schlagzeuger Tim Schlattmann die Band und man findet Ersatz in den Brüdern Sebastian und Daniel Hinz, welche die Positionen an der Gitarre und Schlagzeug einnehmen. Das Jahr 2003 wird zur Aufnahme ihres ersten Albums genutzt, welches schließlich im Mai 2004 selbstbetitelt veröffentlicht wird. Daraufhin folgen viele Konzerte, unter anderem mit Dark Age, Hirax und Wolf.
2005 folgen Beiträge auf Tributealben für Saxon und Running Wild. Im selben Jahr verlässt Marko Osterholz die Band und wird durch Jan Kleinheider ersetzt. Weitere Konzerte folgen, beispielsweise als Supportband für Rebellion und Mob Rules. Zurzeit arbeiten sie an ihrem zweiten Album.

## Diskografie
- 2004: Predator (Remedy Records)